# Roxbury (Wisconsin)
Roxbury – miasto w Stanach Zjednoczonych, w stanie Wisconsin, w hrabstwie Dane.